# Забурдаев, Николай Алексеевич
Никола́й Алексе́евич Забурда́ев (13 (26) ноября 1909, Козьмодемьянск, Казанская губерния, Российская империя ― 19 февраля 1999, Нижний Новгород, Россия) ― советский и российский музеевед, краевед, писатель, член Союза журналистов СССР. Директор Государственного литературного музея им. М. Горького (1957―1974). Инициатор открытия Музея Ф. Шаляпина (1963) и Музея-квартиры М. Горького в г. Нижнем Новгороде (1971). Заслуженный работник культуры РСФСР (1970). Участник Великой Отечественной войны. Член ВКП(б).

## Биография
Родился 13 (26) ноября 1909 года в г. Козьмодемьянске ныне Горномарийского района Марий Эл в многодетной семье почтового ямщика. С 10 лет был работником в хозяйстве отца, с 14 лет работал по найму: трудился на лесоповале на Волге, был грузчиком, извозчиком. Вступил в комсомол, был бригадиром в колхозе. С 1931 года жил в г. Горьком, трудился электриком на строительстве ГАЗ, учился на рабфаке и литературном факультете Горьковского педагогического института.
20 июля 1941 года призван в Красную армию. Участник Великой Отечественной войны: слесарь, шофёр артиллерийского полка на Брянском и 1-м Украинском фронтах, младший сержант. Член ВКП(б). Награждён орденом Красной Звезды (1945) и боевыми медалями, в т. ч. медалями «За боевые заслуги» (1944) и «За освобождение Праги». В апреле 1985 года ему вручили орден Отечественной войны II степени.
В 1948 году окончил Горьковский педагогический институт. В 1950 году начал музейную деятельность: в 1950―1954 годах ― научный сотрудник Музея детства М. Горького «Домик Каширина», в 1957―1974 годах ― директор Государственного литературного музея им. М. Горького.
В 1970 году ему присвоено почётное звание «Заслуженный работник культуры РСФСР». Также награждён медалями.
Ушёл из жизни 19 февраля 1999 года в Нижнем Новгороде, похоронен на Нагорном (Вязовском) кладбище.

## Музейная и краеведческая деятельность
В бытность директором Государственного литературного музея им. М. Горького внёс большой вклад в пополнение этого музея, довёл музей с третьей общесоюзной категории до первой. В 1960 году стал организатором при музее Общества старых нижегородцев.
В 1960 году стал инициатором создания Музея Ф. Шаляпина, который был открыт только в 1963 году.
В 1971 году в музее под его руководством был построен как филиал Государственного литературного музея им. М. Горького Литературно-мемориальный музей Н.А. Добролюбова, а также открыт Музей-квартира М. Горького.
Является автором более 10 краеведческих книг (включая путеводители и переиздания). Входил в Союз журналистов СССР.

## Основные музейные и краеведческие работы
Далее представлен список основных музейных и краеведческих работ Н. А. Забурдаева:
- Забурдаев Н. А. «Домик Каширина» (путеводитель). ― Горький: Волго-Вятское книжное изд-во, 1975. ― 31 с.
- Забурдаев Н. А. В семье Кашириных: Докум. очерки. ― Горький: Волго-Вятское книжное изд-во, 1976. ― 184 с.
- Забурдаев Н. А. Домик Каширина. Музей детства А.М. Горького. ― М.: Изд-во «Советская Россия», 1977.
- Забурдаев Н. А. Анатолий Ванеев. ― Горький: Волго-Вятское книжное издательство, 1978. ― 207 с.

## Звания и награды
- Орден Отечественной войны II степени (06.04.1985)[1][6]
- Орден Красной Звезды (22.06.1945)[1][7]
- Медаль «За боевые заслуги» (04.05.1944)[1][8]
- Медаль «За победу над Германией в Великой Отечественной войне 1941―1945 гг.» (09.05.1945)[9][10]
- Медаль «За освобождение Праги»[9][11]
- Медаль «За доблестный труд. В ознаменование 100-летия со дня рождения Владимира Ильича Ленина»
- Медаль «Ветеран труда»
- Заслуженный работник культуры РСФСР (18.06.1970)[1]